# Санта-Кріштіна-де-Аройнш
Санта-Кріштіна-де-Аройнш (порт. Santa Cristina de Arões; МФА: [ˈsɐ̃.tɐ kɾɨʃ.ˈti.nɐ dɨ ɐ.ˈɾõjʃ]) — парафія в Португалії, у муніципалітеті Фафе. Розташована в північно-західній частині країни, на теренах історичної португальської провінції Дору-Міню. Входить до складу округу Брага. За адміністративним поділом, чинним до 1976 року, терени парафії були складовою провінції Міню. Належить до Бразької архідіоцезії Католицької церкви. Патрон — свята Христина. Площа — 3,9505 км². Населення — 1538 ос. (2011). Середньо урбанізований регіон. Густота населення — 389,32 осіб/км²
. Код — 030726.

## Назва
- Аройнш (Санта-Кріштіна) (порт. Arões (Santa Cristina)) — офіційна назва.

## Населення
| Кількість мешканців | Кількість мешканців | Кількість мешканців | Кількість мешканців | Кількість мешканців | Кількість мешканців | Кількість мешканців | Кількість мешканців | Кількість мешканців | Кількість мешканців | Кількість мешканців | Кількість мешканців | Кількість мешканців | Кількість мешканців | Кількість мешканців |
| ------------------- | ------------------- | ------------------- | ------------------- | ------------------- | ------------------- | ------------------- | ------------------- | ------------------- | ------------------- | ------------------- | ------------------- | ------------------- | ------------------- | ------------------- |
| 1864                | 1878                | 1890                | 1900                | 1911                | 1920                | 1930                | 1940                | 1950                | 1960                | 1970                | 1981                | 1991                | 2001                | 2011                |
| 339                 | 391                 | 348                 | 403                 | 442                 | 461                 | 461                 | 578                 | 630                 | 816                 | 852                 | 910                 | 1 064               | 1 352               | 1 538               |